# V-day
El projecte V-day es basa en la producció de l'obra Els monòlegs de la vagina d'Eve Ensler. És una campanya sense afany de lucre que vol establir una connexió entre l'amor i respecte a les dones, i la fi de la violència contra elles.
En el nom, la "V" ve de "Sant Valentí", "vagina" i "victòria" ja que el dia oficial de V-day és el 14 de febrer, que se celebra en molts països com el Dia de Sant Valentí.
Cada any, entre el primer de febrer i el vuit de març, quan se celebra el Dia Internacional de les Dones, grups de voluntaris arreu del món porten a l'escenari l'obra d'Ensler per recaptar fons en ajuda als seus programes que combaten la violència contra les dones i les joves, incloent refugis per a les víctimes de violència masclista i centres de suport per a les víctimes de violació sexual.
El 2007 se celebraren més de 3.000 esdeveniments en 1.150 universitats i altres comunitats arreu del món. Fins hui, en projecte de V-day ha recaptat més de 40 milions de dòlars i educat milions de persones sobre la violència masclista i els esforços per eliminar-la. També donà origen al programa Karama a l'Orient Mitjà i ajudà a fundar més de 5.000 programes comunitaris i refugis a Kenya, Egipte i l'Iraq.